# Ignacio Miras
Ignacio Miras Blanco (Úbeda, Jaén, 19 de julio de 1997) deportivamente conocido como Nacho Miras, es un futbolista profesional español. Actualmente juega como guardameta en el KV Mechelen de la Segunda División de Bélgica.

## Trayectoria
Nacho Miras es natural de Úbeda, Jaén, y es un jugador formado en las categorías inferiores del Granada Club de Fútbol, en el que llegó a formarse hasta categoría juvenil. En la temporada 2014-15, formaría parte del equipo juvenil de División de Honor del Atlético Sanluqueño.
En verano 2015, se marcha a Estados Unidos para ingresar en la Universidad de Valparaiso de Indiana para estudiar Administración y Dirección de Empresas, a la vez que jugaría con los Valparaiso Crusaders.
En verano de 2017, el guardameta es cedido al North Carolina FC U23 de la USL League Two, la cuarta división en el país norteamericano.
El 10 de julio de 2019, tras graduarse y regresar a España, Nacho firma por la Real Balompédica Linense de la Segunda División B de España.
En la temporada 2020-21, disputaría 23 partidos en la Segunda División B de España.
En la temporada 2021-22, siendo su tercera temporada en La Real Balompédica Linense, disputa 30 partidos en la Primera División RFEF.
El 24 de junio de 2022, firma por el KMSK Deinze de la Segunda División de Bélgica.

## Clubes
| Club                     | País           | Años              |
| ------------------------ | -------------- | ----------------- |
| Valparaiso Crusaders     | Estados Unidos | 2015 - 2019       |
| Real Balompédica Linense | España         | 2019 - 2022       |
| KMSK Deinze              | Bélgica        | 2022 - 2024       |
| KV Mechelen              | Bélgica        | 2025 - Actualidad |